# Предоле
Предоле (серб. Предоље / Predolje) — село в общине Берковичи Республики Сербской Боснии и Герцеговины. Население составляет 58 человек по переписи 2013 года.